# Bernhard Herrmann (Politiker)

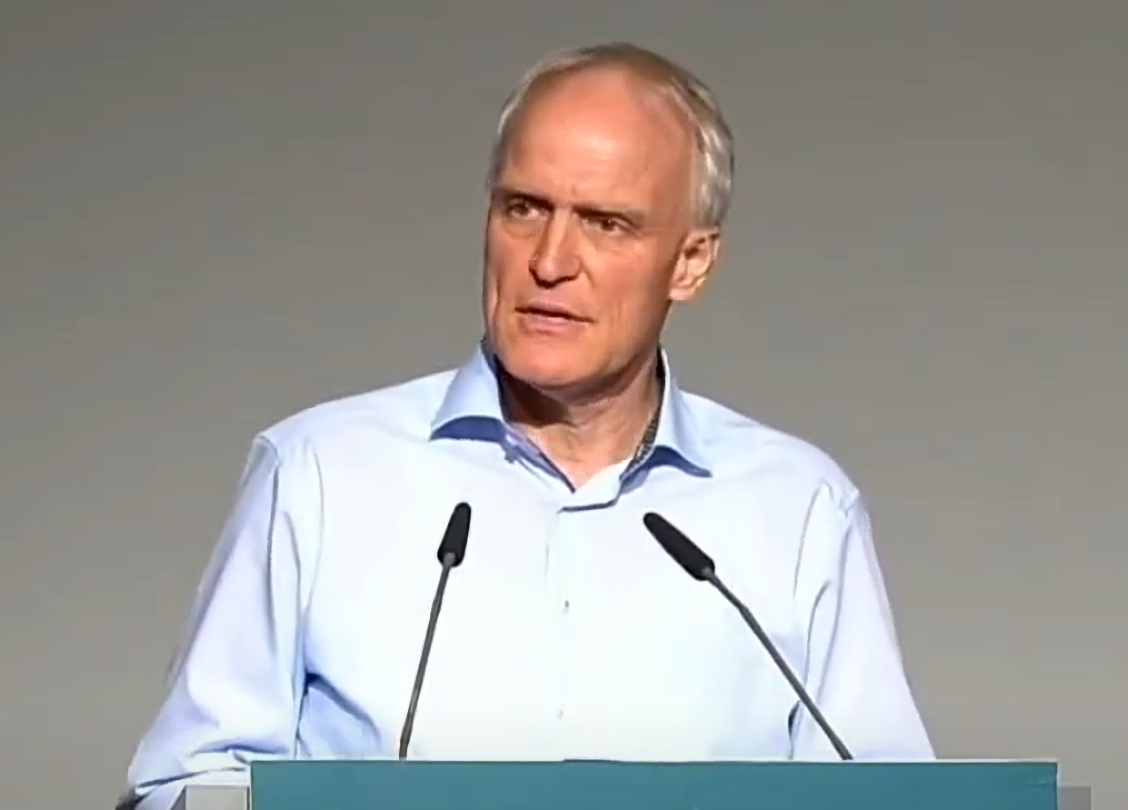
Bernhard Herrmann (2021)

Bernhard Herrmann (* 13. Januar 1966 in Luckenwalde) ist ein deutscher Politiker (Bündnis 90/Die Grünen) und ist von 2021 bis 2025 Mitglied des Deutschen Bundestages.

## Ausbildung und Beruf
Von 1982 bis 1985 machte Herrmann seine Ausbildung zum Facharbeiter für Wasserbautechnik. Danach absolvierte er bis 1987 seinen Grundwehrdienst. Im Anschluss folgte bis 1992 ein Studium zum Diplom-Wasserbauingenieur an der Technischen Universität Dresden. Von 1992 bis 1997 war er als Diplom-Wasserbauingenieur und Projektleiter angestellt. Daraufhin war er bis 2009 Geschäftsführer in einem Ingenieurbüro für Wasserbau und Umweltplanung. Seit 2010 ist er freiberuflich im Bereich Wasser- und dezentrale Energiewirtschaft tätig.

## Politische Tätigkeiten
Seit 2006 ist Herrmann in den Chemnitzer Bündnisgrünen-Strukturen tätig. Von 2009 bis 2014 war er „sachkundiger Einwohner“ im Planungs-, Bau- und Umweltausschuss Chemnitz. Seit 2018 ist er Mitglied der Partei Bündnis 90/Die Grünen. Seit 2014 gehört er dem Stadtrat von Chemnitz an und hat seit 2019 zusätzlich einen Sitz im Ortschaftsrat Grüna.
Im Chemnitzer Stadtrat ist er zuständig für die Themen Stadt- und Regionalentwicklung, Energie, Ver- und Entsorgung sowie Sport. Er ist Mitglied im Ausschuss für Stadtentwicklung und Mobilität, im Schul- und Sportausschuss sowie im Betriebsausschuss. Der Stadtrat wählte ihn zudem in die Aufsichtsräte der Eissport und Freizeit GmbH, der Verkehrslandeplatz Chemnitz/Jahnsdorf GmbH sowie der KommunalBau Chemnitz GmbH.
Bei der Bundestagswahl 2021 erreichte er im Bundestagswahlkreis Chemnitzer Umland – Erzgebirgskreis II mit 4,1 % der Erststimmen den siebten Platz und verpasste damit das Direktmandat. Er zog jedoch über den zweiten Platz der Landesliste von Bündnis 90/Die Grünen Sachsen in den 20. Deutschen Bundestag ein.
Bei der Bundestagswahl 2025 kandidierte Herrmann auf Platz 4 der sächsischen Landesliste und verpasste den Wiedereinzug in den Bundestag. In seinem Wahlkreis erreichte er 2,8 % der Erststimmen.

## Mitgliedschaften
Herrmann ist Vorstandsmitglied der Don-Bosco-Stiftung Chemnitz.

## Privates
Herrmann ist römisch-katholischer Konfession. Gemeinsam mit drei Geschwistern wuchs er in der DDR auf. Er ist verheiratet und Vater von drei Kindern.